# Scheels Arena
Scheels Arena, tidigare Urban Plains Center, är en inomhusarena i den amerikanska staden Fargo i delstaten North Dakota och har en publikkapacitet på mellan 5 000 och 6 000 åskådare beroende på arrangemang. Inomhusarenan började byggas den 27 juni 2007 och öppnades den 30 oktober 2008. Den ägs och underhålls av Metro Sports Foundation. Scheels Arena används primärt som hemmaarena till ishockeylaget Fargo Force i United States Hockey League (USHL).